# Terre d'ébène
Terre d'ébène est un livre publié en 1929 dans lequel Albert Londres rapporte ce qu'il a vu l'année précédente dans les terres africaines de l'Empire colonial français. La publication du livre  provoque un scandale, et l'administration coloniale émet de violentes critiques.

## Publication
En octobre et novembre 1928, une chronique du Petit Parisien intitulée Quatre mois parmi nos Noirs d'Afrique donne en feuilleton les textes que, dès l'année suivante, Albin Michel publie in extenso avec un sous-titre sans équivoque : « La traite des Noirs ».

## Contenu
Dans la préface du livre de 1929, Albert Londres formule sa profession de foi : 

« je demeure convaincu qu'un journaliste n'est pas un enfant de chœur et que son rôle ne consiste pas à précéder les processions, la main plongée dans une corbeille de pétales de roses. Notre métier n'est pas de faire plaisir, non plus de faire du tort, il est de porter la plume dans la plaie. »

.
Il relate ensuite sans fard la maltraitance et la ségrégation raciale qu'il a vues dans « l'Empire », fruit du colonialisme qu'il dénonce
.
Il dit la persistance de la traite négrière : « L’esclavage, en Afrique, n’est aboli que dans les déclarations ministérielles d’Europe. »
Il consacre les derniers chapitres au chemin de fer Congo-Océan et s'adresse directement au ministre des Colonies à l'intention de qui il a « loin de toute surveillance européenne, [...] pris quelques photographies, vous ne les trouverez pas dans les films de propagande » et montre comment « blessés, amaigris, désolés, les nègres mouraient en masse ».
Table des matières
1. Avant-propos
2. C'était Dakar
3. « Mon pied la route »
4. Les Tout-Nus
5. À Bamako
6. Tartass ou le Coiffeur à pédales
7. Le Moteur à bananes
8. C'était entre 1880 et 1900
9. Les Métis
10. Chez le dieu de la brousse
11. Chez le dieu de la brousse (bis)
12. Tombouctou !
13. Yacouba le décivilisé
14. Un soir sur le Niger
15. Le nègre n'est pas un Turc
16. Au pays du poussi-poussi
17. Sa Majesté
18. Ô blancs mes frères !
19. Fait divers
20. Marché au coton
21. Coupeurs de bois
22. La Forêt qui parle
23. Au kilomètre 125
24. Mon boy
25. Le Roi de la nuit
26. Drame dahoméen
27. Retour au Gabon
28. Le Drame du Congo-Océan
29. [sans titre]
30. [sans titre]
31. [sans titre]

Épilogue.Quelques réflexions après le voyage.